# Steyr-Mannlicher M1895
Il fucile Steyr-Mannlicher M1895 è un fucile a ripetizione manuale a otturatore scorrevole, progettato da Ferdinand Ritter von Mannlicher, dove è presente una versione migliorata del suo otturatore a trazione diretta.

## Storia
Fu inizialmente usato dall'Imperial regio Esercito, per tutta la prima guerra mondiale, e usato anche dopo dagli eserciti austriaci ed ungheresi. L'utilizzatore estero principale fu la Bulgaria, la quale, dal 1903, ne acquistò grandi quantità, che usò in ambedue le guerre mondiali. Molti di questi fucili furono usati durante la seconda guerra mondiale, soprattutto dall'esercito ungherese ma anche dalla Wehrmacht che li distribuì ai Landser (riservisti), alle unità nelle retrovie, ed alle innumerevoli polizie locali e corpi franchi pro-tedeschi. I Mannlicher furono estesamente usati anche dai partigiani in Romania, Iugoslavia e nei Balcani. Dopo la guerra, molti furono venduti a basso prezzo e impiegati da alcuni guerriglieri africani negli anni settanta. Furono anche venduti negli Stati Uniti d'America come armi sportive o da collezione.
Alla fine della Grande Guerra, con la vittoria sull'Austria-Ungheria, il Regno d'Italia entrò in possesso di grandi quantità di armi e materiali di preda bellica, tra i quali un gran numero di questi fucili. Il Regio Esercito, dotato del Carcano Mod. 91 in calibro 6,5 × 52 mm, voleva evitare le complicazioni logistiche di due munizioni diverse e, non potendo per ragioni di costo ritubarli, inviò i fucili Mannlicher di preda bellica nelle colonie. Qui equipaggiarono i Regi Corpi Truppe Coloniali, che li impiegarono durante la guerra d'Etiopia e per tutta la seconda guerra mondiale.

## Tecnica
L'M.95 è insolito tra i fucili dell'epoca, in quanto usa un otturatore scorrevole a trazione diretta (straight-pull bolt action in inglese), più veloce dell'otturatore girevole-scorrevole degli altri fucili, in quanto un otturatore normale necessita di quattro movimenti per operare (apertura, indietro, avanti, chiusura), mentre il M.95 aveva bisogno di soli due movimenti (indietro, avanti), cosa possibile grazie alla particolare organizzazione meccanica in cui l'otturatore presenta una testa rotante azionata da una camma che scorre in una scanalatura all'interno dell'otturatore stesso: in apertura, agendo sul manubrio dell'otturatore tirandolo all'indietro, la camma scorre all'indietro ruotando la testa dell'otturatore e i relativi tenoni anteriori di chiusura, svincolandoli dalla culatta e permettendo all'otturatore di arretrare; in chiusura, spingendo l'otturatore in avanti, la camma scorre in senso opposto e obbliga i tenoni di chiusura a ruotare nelle loro apposite sedi ricavate nella culatta, realizzando una chiusura sicura e affidabile. Questo permise un rateo di fuoco più alto (circa un colpo al secondo), insieme ad una buona robustezza e affidabilità, anche se a causa dell'elevato numero di parti mobili il fucile richiedeva maggior cura e pulizia dei contemporanei, e l'estrattore era suscettibile a rotture per la mancanza di un estrattore primario.

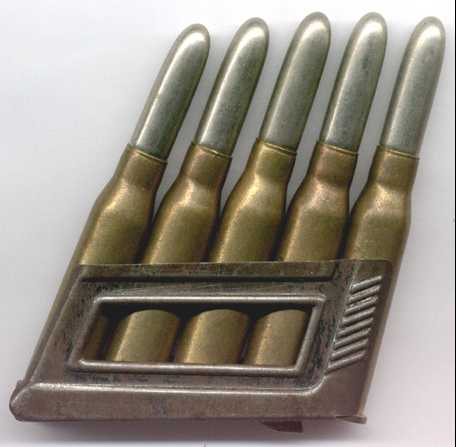
Caricatore a pacchetto da 5 colpi cal. 8x50R, utilizzato su tutte le varianti del fucile Mannlicher M.95
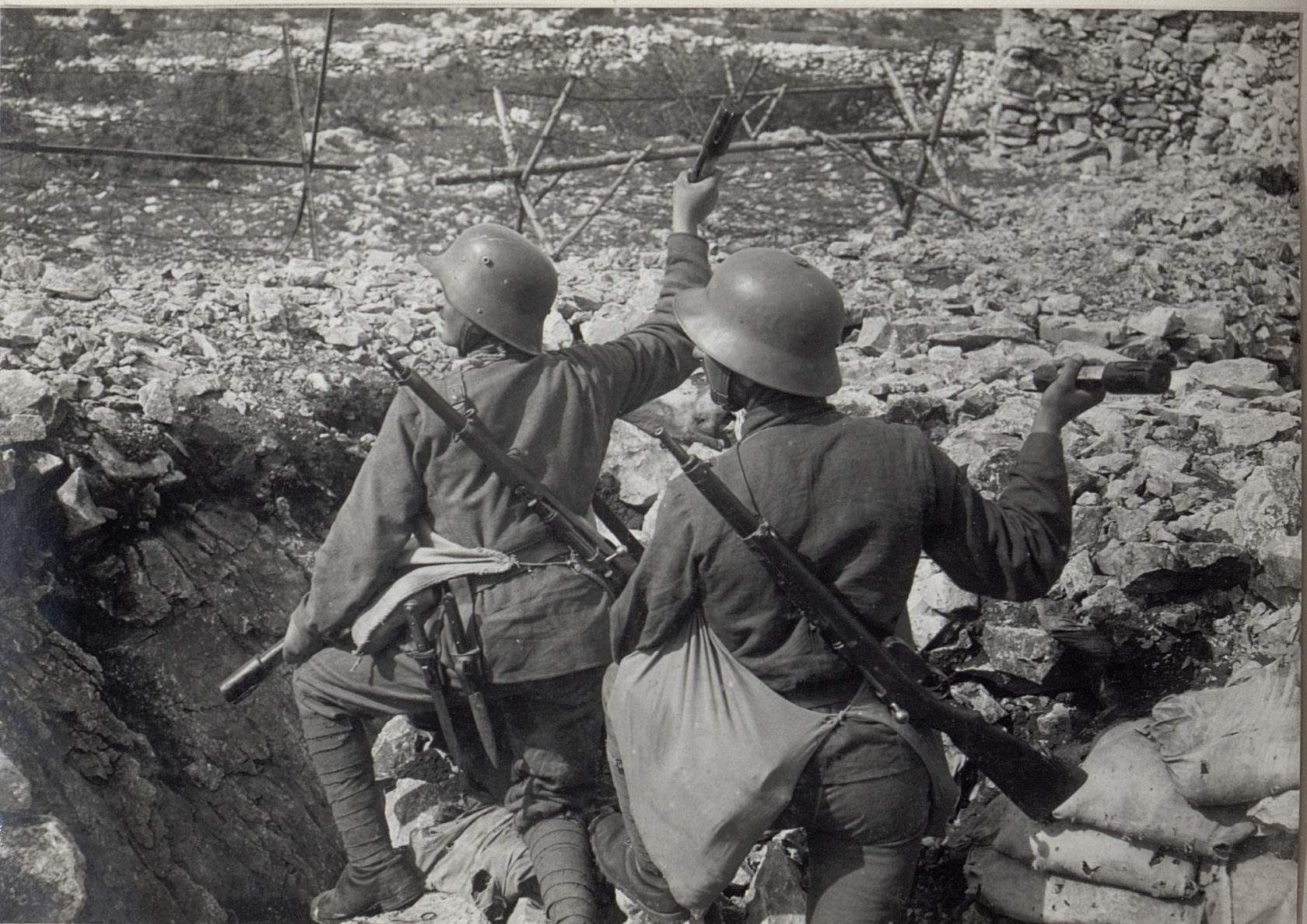
Soldati austro-ungarici con carabina Steyr-Mannlicher M1895 nella prima guerra mondiale

Il Repetiergewehr M95 (fucile a ripetizione in tedesco) originariamente camerava l'8 × 50 mm R Mannlicher. Oltre al fucile lungo, l'arma venne prodotta anche in due versioni accorciate: la Repetierkarabiner M95 era la carabina da cavalleria, con canna accorciata per una lunghezza totale di 100,3 cm; la Repetierstutzenkarabiner M95 era una carabina con calciatura stutzen e lunghezza totale di 101,6 cm, assegnata ad artiglieri e genieri. L'alzo del fucile M.95 era del tipo a cursore, regolabile fino a 2600 passi (circa 2000 metri); l'alzo della carabina, a 2400 (1700 metri), poiché la canna più corta significava anche minore gittata. Il fucile è molto preciso fino a circa 500 metri, e il tiro utile arriva, in mani esperte, fino a 1000 metri. L'arma fu ben accolta dalle truppe imperial-regie e, grazie anche all'accurato addestramento delle forze armate dell'Austria-Ungheria, svolse un onorevole servizio nel conflitto mondiale.

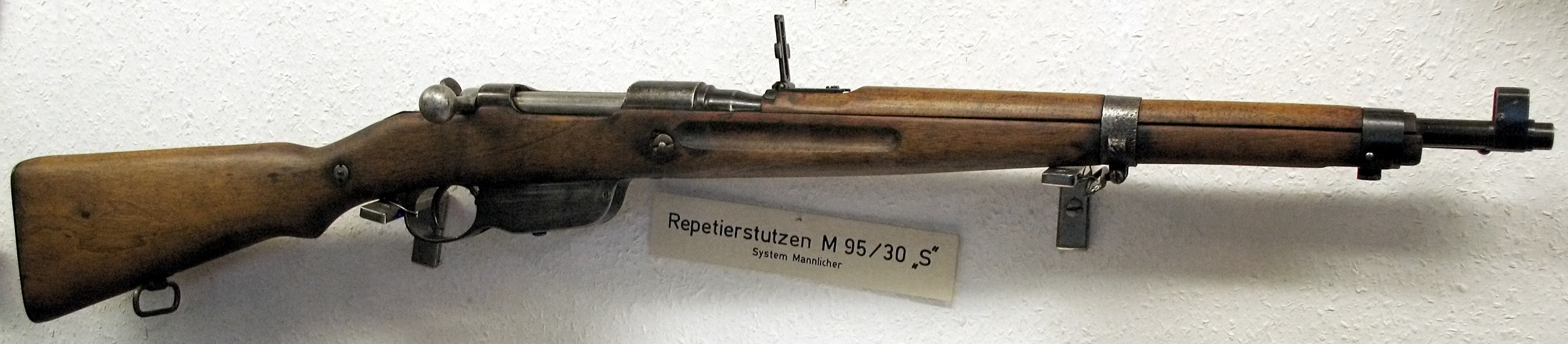
M95/30

Tra le due guerre, sia l'Austria che l'Ungheria convertirono la maggior parte delle loro armi alla più potente 8 × 56 mm R Steyr; il fucile così modificato venne rinominato M95/30. Grecia e Iugoslavia convertirono una parte dei loro M95 catturati in 7,92 × 57 mm Mauser, caricati da una lastrina elastica tipo Mauser, invece del caricatore a pacchetto originario. Questa conversione fu chiamata M95/24 in Grecia e M95M in Iugoslavia. La M95/24 è spesso attribuita erroneamente alla Bulgaria, ma la 7,92 × 57 mm Mauser non fu mai un calibro d'ordinanza bulgaro. Queste conversioni sono molto ricercate dai collezionisti, per la loro relativa scarsità e incameramento di una cartuccia comune, ma soffrono di un estrattore delicato e di mancanza di parti di ricambio.
L'otturatore M1895 fu usato anche copiato nello sfortunato fucile Ross M1905 canadese, anche se la versione M1910 usava un meccanismo a filettatura interrotta invece di due robuste sporgenze di bloccaggio.

## Utilizzatori
- Austria-Ungheria
  -  Austria
  -  Ungheria
- Bulgaria
- Germania
- Grecia
- Italia
- Romania
- Jugoslavia
- Paesi Bassi
- Impero ottomano
  -  Turchia
- Cecoslovacchia
- Portogallo

## Curiosità
Ricevette dai soldati austriaci il soprannome di "Ruck-Zuck" ("avanti-indietro"), per via della velocità di ricarica permessa dal particolare otturatore adottato. Tra i fanti italiani della Grande Guerra era invece soprannominato "Ta-pum", onomatopea dovuta all'alta velocità della munizione Mannlicher, che faceva sì che il rumore della pallottola ("ta") sulle trincee arrivasse prima del rumore dell'esplosione del colpo ("pum"). A questo nomignolo si riferisce la famosa canzone alpina Tapum.